# Mohammed Hegazy
Mohammed Hegazy (en árabe: محمد حجازى‎: , IPA: [mæˈħæmmæd ħeˈɡæ] ) (nacido en 1982) fue el primer musulmán egipcio convertido al cristianismo que buscó el reconocimiento oficial de su conversión de parte del gobierno egipcio.

## Conversión y caso legal
Hegazy creció en Port Said en el Canal de Suez en Egipto.

### Conversión
Se convirtió al cristianismo ortodoxo copto en 1998 y tomó el nombre de Beshoy (copto: Ⲡⲓ ϣ ⲱⲓ) de un monje egipcio.
Su esposa, Um Hashim Kamel, también se convirtió hace varios años, tomó el nombre de Christine (copta:). Ambos tienen una hija, Miriam, que nació mientras ellos estaban ocultos. Se convirtió después de iniciar "lecturas y estudios comparativos en las religiones" ya que según él descubrió "que no era coherente con las enseñanzas islámicas". Afirmó que "el principal problema para mí era el amor. El Islam no estaba promoviendo el amor como lo hizo el cristianismo". 
Aunque el cristianismo es legal en Egipto, la apostasía en el islam, o su abandono, se castiga con la muerte por una interpretación generalizada de la ley islámica, aunque el estado nunca ha ordenado ni llevado a cabo una ejecución, "según los registros". Teóricamente, la ley egipcia debe derivarse de la ley islámica, de acuerdo con un fallo de hace varias décadas. Los conversos a menudo son acosados por la policía, que usa las leyes en su contra, alegando que "insultar a la religión" o "perturbar el orden público" justifica una acción legal contra ellos. Hegazy indicó que después de que se descubrió su conversión, fue detenido y torturado durante tres días por la policía. En 2001, publicó un libro de poemas críticos con los servicios de seguridad y fue retenido durante tres meses por sedición, por perturbar el orden público e insultar al presidente, finalmente fue liberado sin cargos.

### Acción judicial para cambiar su estatus religioso
En 2007, Hegazy demandó a la corte egipcia el derecho de cambiar su religión de "Islam" a "Cristianismo" en su tarjeta de identificación nacional. Dijo que quería hacer esto para que su hija pudiera ser criado abiertamente como cristiano, para obtener un certificado de nacimiento cristiano y casarse en una iglesia. También afirmó que quiere establecer un precedente para otros conversos.
Su primer abogado, Mamdouh Nakhlah presentó el caso, pero luego renunció después de que la conversión de Hegazy causó gran revuelo. Nakhlah dijo a The Associated Press que inicialmente aceptó el caso debido a un editorial publicado el mes pasado por uno de los más altos clérigos islámicos de Egipto, el Gran Mufti Ali Gomaa, quien escribió en contra del asesinato de los apóstatas, y dijo que no hay represalias mundanas para los musulmanes que abandonan su religión.

### Reacción de los conservadores musulmanes.
Los comentarios de Gomaa fueron duramente criticados por los conservadores musulmanes, quienes sintieron que estaba abriendo la puerta para que los musulmanes abandonaran su fe. El jeque Gad al-Ibrahim le dijo a Al-Quds al-Arabi que "el gobierno egipcio debería encontrar a Mohammed Hegazy y aplicar la shari'a, dándole tres días de plazo para reconvertirse y luego matarlo si se niega". Sheikh Youssef al-Badri y Souad Saleh, profesor de la universidad al-Azhar de Egipto, donde trabajan los principales eruditos islámicos de Egipto, estuvieron de acuerdo con Al-Ibrahim, desafiando abiertamente las declaraciones de la segunda autoridad religiosa más alta de Egipto de que la apostasía del Islam no debe ser castigada en este mundo. Gomaa luego aclaró su controvertida declaración diciendo que solo los apóstatas que "participan activamente en la subversión de la sociedad" deben ser castigados..
Sin embargo, la sharia está consagrada como la base del código legal de Egipto en el artículo 2 de la Constitución, y la mayoría de musulmanes no ven distinción entre apostasía y subversión. Un segundo abogado, Ramsis Raouf Al-Naggar, anunció que se ocuparía del caso, pero luego se negó. Al-Naggar declaró que él era pesimista de que la demanda pudiera ganarse debido a todo el conflicto que la rodea. Dijo que Hegazy no les había dado los documentos eclesiásticos necesarios que podrían usarse en la corte como evidencia de su conversión al cristianismo. Hegazy dijo recientemente a los periodistas que había encontrado un nuevo abogado, pero se negó a revelar el nombre por razones de seguridad.
Hegazy causó polémica cuando se publicaron en los periódicos fotografías de él posando para periodistas con un póster de la Virgen María.
Una serie de fatwas fueron emitidas por clérigos musulmanes que pedían la muerte de Hegazy. Bajo de al menos una fatwa, la hija de Hegazy, Miriam, sería asesinada a la edad de 10 años si no elegía el islam. Hegazy y su esposa decidieron permanecer en Egipto y seguir adelante con el caso, a pesar de las diversas fatwas emitidas contra él y su familia.
Él recibió amenazas de muerte por teléfono. La pareja fue rechazada por sus familias y actualmente están escondidos. La familia de Christine juro asesinarla porque se casó con un no musulmán contra los deseos de la familia.
La familia de Hegazy también estaba enfadados con él. En una entrevista en 2008 a un periódico local de Egipto, el padre de Hegazy dijo: "Voy a tratar de hablar con mi hijo y convencerlo de que regrese al Islam. Si él se niega, lo mataré con mis propias manos".
Poco después, Hegazy lanzó esta declaración en respuesta a su padre:

Me gustaría enviarle un mensaje a mi papá. Vi lo que dijiste en los periódicos. Tú dices que quieres matarme; para derramar mi sangre en público. Pero te quiero mucho porque eres mi padre y porque Jesús me enseñó a amar. Acepté a Jesucristo voluntariamente y nadie me forzó. Te perdono. No importa qué decisión tomes. No importa lo que hagas. A mi papá y a mi mamá, les digo que Jesucristo murió para salvarme.

### Arresto de trabajadores de derechos humanos.
El 8 de agosto de 2007, la policía egipcia detuvo a dos trabajadores cristianos de derechos humanos, Adel Fawzy Faltas y Peter Ezzat, luego de que su organización estuvo involucrada en varios casos controvertidos de derechos humanos, incluido el de Mohammed Hegazy's. Posteriormente fueron recluidos sin cargos y se les renovó la detención el 21 de agosto. Los dos activistas son miembros de la Asociación Cristiana de Medio Oriente (MICA). Una organización no gubernamental canadiense que solicitó el reconocimiento legal ante el gobierno egipcio en junio de 2007, MICA participó en varios casos controvertidos de derechos humanos.
Según su abogado, Peter Ramses al-Nagar, la razón principal de la detención de Faltas y Ezzat fue su trabajo con el converso cristiano Mohammed Hegazy. Informó que los medios de comunicación han estado diciendo que Faltas y Ezzat fueron arrestados porque son la razón principal por la que Hegazy se convirtió en cristiano. Faltas había realizado una entrevista de alto perfil en Internet con Mohammed Hegazy solo días antes de su arresto, lo que provocó afirmaciones en los medios egipcios de que había provocado que el musulmán se convirtiera al cristianismo.
Durante una entrevista telefónica con un programa de entrevistas egipcio, Fawzy dijo que los estudiosos islámicos habían acusado a su organización de convertir a Mohammed Hegazy al cristianismo. "La primera pregunta que hicieron fue si convertimos al señor Hegazy", dijo Fawzy a los periodistas. "Les dije: 'No convertimos a nadie; somos una organización de derechos humanos. Pero incluso si lo hubiéramos hecho, no hay ninguna ley en contra de eso'"

### Resoluciones de 2008
En febrero de 2008, un juez egipcio, Muhammad Husseini, de un tribunal de El Cairo, dictaminó que un musulmán que se convierta al cristianismo no puede cambiar legalmente su estatus religioso, aunque puede creer lo que quiere en su corazón. El juez Muhammad Husseini dijo que según la sharia, el islam es la religión final y más completa y, por lo tanto, los musulmanes ya practican la plena libertad de religión y no pueden convertirse a una creencia más antigua (cristianismo o judaísmo). Husseini también le dijo al tribunal administrativo que Hegazy "pueden creer lo que quiera en su corazón, pero sobre el papel no pueden convertirse".
El juez Husseini basó su decisión en el artículo 2 de la Constitución egipcia, que hace de la sharia la fuente de la ley egipcia. Hegazy denunció el fallo como una violación de sus derechos básicos. "¿Qué tiene que ver el estado con la religión que yo abrazo?" Hegazy cuestionó, según la Asociación de Coptos de los Estados Unidos después de la sentencia.
El equipo de defensa del converso también se mostró decepcionado con el veredicto: "El juez no escuchó a nuestra defensa y ni siquiera tuvimos la oportunidad de hablar ante el tribunal", dijo Gamel Eid, jefe de la Red Árabe para los Derechos Humanos. Información (ANHRI) a la Asociación de Coptos. Un representante de ANHRI dijo que Hegazy aún planea apelar la decisión o posiblemente abrir un nuevo caso. Katarina también planea presentar una petición por su derecho a cambiar su religión al cristianismo.
En Egipto, la religión registrada de un niño se basa en la fe oficial del padre. Por lo tanto, dado que Hegazy es oficialmente musulmán, su hija no podría inscribirse en clases religiosas cristianas en la escuela, ni casarse en una iglesia o asistir a los servicios de la iglesia abiertamente sin hostigamiento según la ley egipcia.
Sin embargo, en un caso diferente en el mismo mes, un tribunal egipcio dictaminó que doce cristianos coptos que se convirtieron al islam y luego volvieron al cristianismo podrían tener su fe oficialmente reconocida. Se llegó a esta decisión porque los coptos no debían ser considerados apóstatas por convertirse del Islam porque habían nacido cristianos. La decisión anuló un fallo de un tribunal inferior que decía que el estado no necesita reconocer las conversiones del Islam debido a una prohibición religiosa.
Un abogado de los doce cristianos coptos describió el caso como una victoria para los derechos humanos y la libertad de religión. Dijo que podría abrir la puerta a cientos de otros coptos que quieren volver a su fe original, al abandonar el islam.